# José Miguel Tarquini
José Miguel Gucho Tarquini (3 de mayo de 1946-5 de febrero de 1976) fue un periodista argentino de ideología nacionalista que ejerció como comentarista político y primer jefe de Redacción de El Caudillo, revista que funcionó como órgano de difusión de la Juventud Peronista de la República Argentina (JPRA), el Comando de Organización (CdeO), la Juventud Sindical Peronista y la Alianza Anticomunista Argentina (Triple A). Fue señalado como "Jefe de la zona Sur" de la Concentración Nacional Universitaria, organización que luego fuera integrada a la Triple A, donde según algunas fuentes, habría ocupado el mismo rol. Su hija lo desmiente.

## Biografía
Se crio en Quilmes, donde estudió en el colegio Nacional y en el Nazaret. En su adolescencia participó de la protesta estudiantil conocida como "Laica o libre", donde fue detenido por defender la enseñanza laica, postura opuesta al gobierno y a la Iglesia católica, lo que después cambió.[cita requerida]

## Militancias
Su posición política fue variando hacia el nacionalismo vernáculo y la reivindicación de la cultura del gaucho argentino. Hacia 1971 afirmaba:

“A quien ‘no le gusta mis resabios nazi-nipo-fasci-falangistas’. Son resabios de tipo patriótico (patriótico japonés, patriótico alemán, patriótico italiano y patriótico español). Sé que, a esta altura del encuentro de los argentinos y del gran encuentro nacional, no le cae bien a nadie, pero sirven para espantar, aterrar. Hitler, Mussolini y José Antonio son personajes históricos indigeribles. Pero resulta que yo, entre poner en la cámara de gas a estos patriotas y poner a los liberales, pongo a los liberales...”.

En su juventud, según una versión:

“Tarquini había estado a punto de viajar en aquel avión de la Operación Cóndor que descendió en Malvinas. Después al final, no sé por qué no fue”.
 León de Dios Esnaola

Si bien nunca militó en Tacuara, fue dirigente nacional de la Guardia Restauradora Nacionalista (GRN).
En septiembre de 1973, fue invitado por la Juventud Peronista de Sarandí a disertar sobre “Perón, jefe del movimiento y líder del pueblo”.

## Trayectoria
Comenzó su carrera en la oficina de prensa del Teatro General San Martín.
Desde 1967, trabajó con Bernardo Neustadt en la revista Extra, y el suplemento País-País, cuyo "Comité de Redacción" integró junto a Héctor Simeoni y Enrique Walker. Su paso por allí fue recordado por Hernán Invernizzi. En 1973, presentó para ese mensuario “un reportaje de José Miguel Tarquini a Emilio Romero”, desde Madrid.
Fue redactor del diario El Cronista Comercial dirigido por Rafael Perrota (quien fue desaparecido en 1977).
Desde abril de 1969, escribió para la revista Aquí y Ahora, de Córdoba.
A partir de noviembre de 1973 fue Jefe de Redacción de la revista El Caudillo de la tercera posición, vocera de los sectores ortodoxos del peronismo en el gobierno, financiada por el entonces Ministro de Bienestar Social, José López Rega. Su participación fue noticia para la prensa nacional. En mayo de 1974, renunció a El Caudillo y a su puesto en Prensa del Ministerio de Bienestar Social. Partió a España, donde estuvo hasta fin de año.[cita requerida]
En Madrid, publicó notas en el diario El Alcázar de orientación de extrema derecha, entre otros medios, además de enviar colaboraciones a la Argentina.
De regreso a su país, en 1975, se desempeñó como redactor en la agencia Télam.

## Libro
En Portugal, editó un libro sobre Catarina Eufémia. Y descubrió con amargura que, aunque lo había entregado con el expreso pedido de que fuera editado como novela, le fue publicado como investigación periodística biográfica. Escribió una aclaración para el diario El Alcázar:

“Caterina Eufemia Baelizao es un mito pagano-portugués inflado por un editor, utilizado por un partido político e inventado por mí. Surgió después del golpe de Estado que sacudió a ese querido país vecino y como producto de la necesidad “revolucionaria” de agitar mártires y de mostrar a la Prensa los descarnados despojos pretendidamente masacrados por los vencidos”.
 Catarina Eufémia. A Morte no Monte

## Función pública
El 1 de mayo de 1975 asumió como director de Prensa y Difusión en la Provincia de Catamarca. Su nombramiento fue firmado el 10 de junio por el ministro Antonio Cacciato.[cita requerida]
El 29 de julio, Tarquini reemplazó a Juan Carlos Rousselot al ser nombrado coordinador general de Prensa por el ministro de Bienestar Social de la Nación Antonio Roballos (reemplazante de Carlos Villone). Al día siguiente renunció a su puesto en Catamarca.[cita requerida]
Al asumir se dirigió a sus colegas diciendo: "Yo soy peronista y periodista. Como peronista espero ser embajador del Gobierno ante Ustedes. Y como periodista embajador de Ustedes ante el Gobierno".[cita requerida]
Permaneció con los ministros Carlos Emery y Aníbal Demarco, por quien fue nombrado asesor del gabinete del ministro.[cita requerida]

## Tarquini y la Triple A

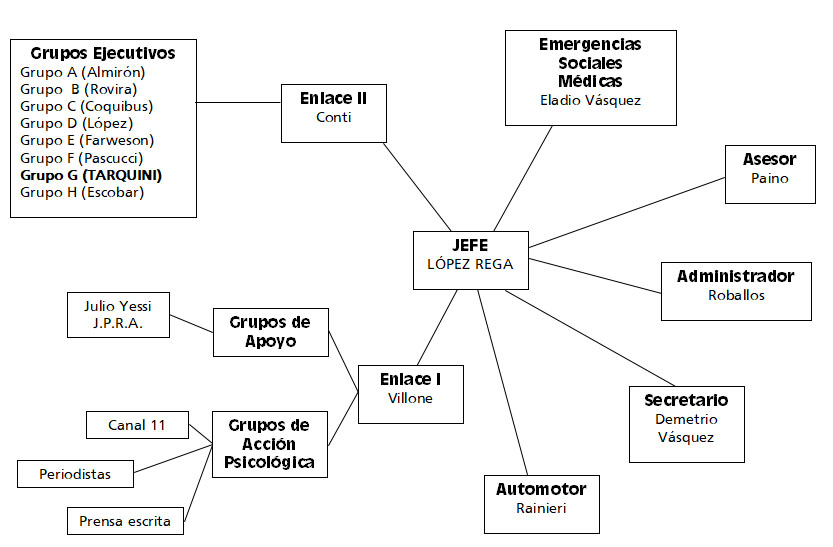
Tarquini mencionado como jefe del "Grupo G" en el organigrama de la Triple A.

Tarquini fue incluido como miembro de la organización terrorista Alianza Anticomunista Argentina, conocida como Triple A, dirigida por el ministro de Bienestar Social, José López Rega por el exmilitar Horacio Paino el 18 de septiembre de 1975, preso entonces por delitos comunes. Sus dichos fueron reproducidos por la prensa de entonces, poco antes del Golpe de 1976 y, finalizada la dictadura, en un libro editado por Paino, ya en libertad, donde publicó su organigrama, reproducido en esta página.
Luego de finalizada la dictadura, un exmilitar que dijo haber pertenecido a la Concentración Nacional Universitaria, luego integrada a la Triple A y al Batallón de Inteligencia 601, Orestes Vaello declaró ante la Comisión Nacional sobre la Desaparición de Personas (CONADEP), que fue ordenado tomar contacto con Tarquini, quien era el "Coordinador General de Prensa y Difusión del Ministerio de Bienestar Social y era Jefe de la zona Sur de CNU y vinculado a Aníbal Gordon y la Triple A". Esta declaración fue reproducida en diferentes causas judiciales.
En una declaración judicial, Daniel Cecchini mencionó una reunión entre Tarquini, por entonces jefe de Prensa y Difusión del Ministerio de Bienestar Social, de quien dice que era además jefe de la Zona Sur de la organización terrorista Concentración Nacional Universitaria, con el agente del Batallón de Inteligencia 601 Orestes Vaello, allegados al sindicalista papelero Fernando Donaires, varios suboficiales de la Policía de la Provincia de Buenos Aires, del Ejército y de Prefectura, y el comisario mayor Alberto Pacheco.
Otra de las menciones en el mismo sentido la hizo Luis Bruschtein que en un recuadro de opinión afirmó que Tarquini era jefe de uno de los 8 grupos dependientes de Bienestar Social de la Triple A.
Una de las hijas de Tarquini cuestiona la afirmación de Paino que señala a Tarquini como integrante de la Triple A.

## Su muerte
A los 29 años, casado y con cinco hijos, Tarquini fue emboscado a dos cuadras de su casa, al salir hacia el Ministerio de Bienestar Social. Un comando de ocho personas en dos autos lo acribilló a tiros. Cuentan los vecinos que había un linyera instalado desde hacía pocos días, que también disparó con una automática larga que sacó de una bolsa de arpillera.
El periodista Ignacio González Janzen afirmó que Semanas antes de ser asesinado, declaró que tenía miedo de que la Triple A lo eliminara porque se había enfrentado con los hombres de López Rega. Y afirmó que Tarquini al regresar de Europa, se opuso a lo que denominaba "grupos de delincuentes y mercenarios que no eran 'verdaderos peronistas'".
El Día de La Plata del 5 de febrero de 1976 dio cuenta de un comunicado enviado a los medios por Montoneros atribuyéndose el asesinato. Lo mismo publicó El Sol de México.
La Liga Argentina por los Derechos del Hombre (LADH), una entidad “reconocida unánimemente como la primera experiencia histórica en materia de agrupamiento de reconocidas personalidades y militantes en defensa de la legalidad constitucional“ en el país., repudió y acusó por el crimen a la AAA.
El periódico del Partido Comunista, Nuestra Palabra, dio cuenta de la controversia sobre la autoría del atentado afirmando que fue "… asesinado, es posible que por un grupo de ultra izquierda que lo acusó de ser dirigente de la Triple A (versiones recogidas en medios bien informados afirman que la muerte de Tarquini se debió a desacuerdos entre grupos que manejaban mucha plata en apuestas turfísticas)".
Una de las hijas de Tarquini cuestiona la autoadjudicación de Montoneros, desconociendo la existencia del "Comando Pablo Valleverde", y cree que el atentado fue realizado por la Triple A.

## Repercusiones de su muerte
La Juventud Sindical Peronista repudió el atentado:
“La doctrina peronista ayudará a que otros mil pechos peronistas ocupen su lugar”.
The New York Times publicó:
“La revelación del testimonio de Paino coincide con el asesinato de José Tarquini”...La organización de izquierda peronista Montoneros notificó a las agencias locales que el asesinato fue llevado a cabo por sus guerrilleros porque Tarquini, de 29 años, era “uno de los jefes de la Triple A.”
Uno de sus amigos en España, desde El Alcázar así lo despidió:

“Tomaba notas para un libro sobre José Antonio Primo de Rivera, cuya vida y obra admiraba. “Sólo aspiro a tener su misma muerte: dar la vida por una idea”, me dijo (…) Ojalá sus hijos –de entre ellos los nombres de Dulcinea y Ximena dicen bien de su amor por España– encuentren una Argentina donde las risas, los árboles, los hombres, crezcan en paz mañana”.
 Juan van Halen

La agencia oficial Télam emitió este comunicado:

“No hace falta describir al Tarquini físico. Él se había trascendido en su estatura de apóstol, de asceta y de tierno hermano, con sus brazos largos como para abrazar a todos sin demandarles recompensa, con una voz que resonaba como el eco de la América hispana y católica. La voz de los conquistadores y de los misioneros, de los Caudillos y de los anónimos bardos de chuza y poncho que cantaban a la Patria en la soledad de la frontera (…) Llorar a Tarquini sería ofender su memoria. El fue de aquellos que no pasan, de los que están para apuntalar trincheras, de los que vienen para señalar caminos y direcciones de ataque”.

Tarquini fue incluido en la solicitada “Sí, Juro”, que pretendía hacer propaganda de la dictadura con quienes “Han perdido la guerra que nos impusieron”.